# دار الحديث المكية
مدرسة دار الحديث المكية، في مكة المكرمة
أسسها الشيخ عبد الظاهر أبو السمح عام 1352هـ للعناية بالعلوم الشرعية وخاصة علوم الحديث النبوي وعلوم التفسير وقواعد اللغة العربية
ثم زيدت الدراسة في هذه الدار في عام 1376هـ أربع سنوات ثم خمس سنوات عام 1389هـ وفتح الباب لغير السعوديين في الانتساب لهذه الدار. وهي تحت إشراف الجامعة الإسلامية (المدينة المنورة) أسوة بدار الحديث المدنية.
وقد أنقسمت الدارين إلى دار الحديث المكية ويشرف عليها الجامعة الإسلامية بالمدينة المنورة ودار الحديث الخيرية التي تمنح شهادة المرحلة العالية بعد الثانوية

## مجلس إدارتها
مؤلف من الشيخ عبد الظاهر أبو السمح رئيسا وعضوية كل من المشايخ محمد نصيف ومحمد طاهر كردي ومحمد عبد الرزاق حمزة وعبد الوهاب دهلوي وفي عام 1389هـ تولى رئاسة المجلس الشيخ عبد الله خياط رئيسا وعضوية كل من محمد نصيف وعبد الله البسام وعبد الله العوهلي ومحمد عمر عبد الهادي ومحمد عبد الرزاق حمزة وسعيد الدعجاني. ويرأس إدارتها حاليا الشيخ سليمان بن وائل التويجري.ويرأس مجلسها الأعلى الشيخ عبد العزيز بن عبد الله آل الشيخ مفتي المملكة العربية السعودية.
تعادل شهادة القسم العالي التي يمنحها المجلس الأعلى للدار شهادة كلية الحديث في الجامعة الإسلامية بالمدينة المنورة وجامعة الإمام محمد بن سعود الإسلامية بالرياض.

## عدد طلابها
- في السنة الأولى سنة 1352هـ/23 طالباً
- في السنة الثانية سنة 1353هـ/25 طالباً
- في السنة الثالثة سنة 1354هـ/27 طالباً
- في السنة الرابعة سنة 1355هـ/29 طالباً
- في السنة الخامسة سنة 1356هـ/30 طالباً[1]

## انظر ايضاً
- مكة المكرمة
- مدرسة الأمراء
- مدرسة العلوم الشرعية

## وصلات خارجية
- عناية الملك عبد العزيز بالأماكن التاريخية المأثورة في مكة المكرمة (4-3).
- عمر فلاته - مدير مدرسة دار الحديث بمكة المكرمة.